# Рокштедт
Рокштедт (нім. Rockstedt) — громада в Німеччині, розташована в землі Тюрингія. Входить до складу району Киффгойзер.
Площа — 4,93 км2. Населення становить 206 ос. (станом на 31 грудня 2021).